# Paracorythoderus marshalli
Paracorythoderus marshalli is een keversoort uit de familie bladsprietkevers (Scarabaeidae). De wetenschappelijke naam van de soort is voor het eerst geldig gepubliceerd in 1900 door Brauns.